# Piratas de Quebradillas
Les Piratas de Quebradillas sont un club portoricain de basket-ball évoluant en Baloncesto Superior Nacional, soit le plus haut niveau du championnat portoricain. Le club est basé dans la ville de Quebradillas. 

## Histoire
Fondés en 1926, les Piratas de Quebradillas sont une des équipes originales de la ligue. L'équipe a connu beaucoup de succès dans les années 70, avec 4 titres nationaux. Cependant, après la saison 2004, l'équipe a souffert de problèmes financiers qui l'ont empêchée de participer aux 5 championnats suivants. L'équipe pris à nouveau part à la compétition en 2009 avec de nouveaux joueurs et une nouvelle salle et ont participé à la finale du championnat cette année-là.
Les Piratas ont retrouvé le titre en 2013, après 34 ans, avec une victoire sur les Leones de Ponce en finale.

## Palmarès
- Champion de Porto Rico : 1970, 1977, 1978, 1979, 2013, 2017

## Entraîneurs successifs
- 2010 :  Raymond Dalmau
- 2016 :  Raymond Dalmau
- 2018- :  Eddie Casiano

## Joueurs célèbres ou marquants
- Carmelo Lee : 2013
- David Huertas : 2013
- Shawn Redhage : 2013